# Mustafa Amini
Mohammad Mustafa Castillo Amini (Sydney, 20 d'abril del 1993) és un futbolista australià que juga com a centrecampista. El seu pare és d'Afganistan i la seva mare de Nicaragua.